# Condado de Fluvanna
El condado de Fluvanna (en inglés: Fluvanna County) es un condado en el estado estadounidense de Virginia. En el censo de 2000 el condado tenía una población de 20.047 habitantes. Forma parte del área metropolitana de Charlottesville. La sede de condado es Palmyra. El condado fue formado en 1777 a partir de una porción del condado de Albemarle. Fue nombrado en honor al río Fluvanna, el nombre dado al río James al oeste de Columbia.

## Geografía
Según la Oficina del Censo, el condado tiene un área total de 752 km² (290 sq mi), de la cual 744 km² (287 sq mi) es tierra y 7 km² (3 sq mi) es agua.

### Condados adyacentes
- Condado de Louisa (norte)
- Condado de Goochland (este)
- Condado de Cumberland (sureste)
- Condado de Buckingham (sur)
- Condado de Albemarle (oeste)

## Demografía
En el  censo de 2000, hubo 20.047 personas, 7.387 hogares y 5.702 familias residiendo en el condado. La densidad poblacional era de 70 personas por milla cuadrada (27/km²). En el 2000 había 8.018 unidades unifamiliares en una densidad de 28 por milla cuadrada (11/km²). La demografía del condado era de 79,44% blancos, 18,41% afroamericanos, 0,19% amerindios, 0,38% asiáticos, 0,01% isleños del Pacífico, 0,29% de otras razas y 1,25% de dos o más razas. 1,17% de la población era de origen hispano o latino de cualquier raza. 
La renta promedio para un hogar del condado era de $46.372 y el ingreso promedio para una familia era de $51.141. En 2000 los hombres tenían un ingreso medio de $32.346 versus $24.774 para las mujeres.

## Ciudades y pueblos
- Columbia
- Fork Union
- Lake Monticello
- Palmyra
- Scottsville